# بیکسبی (اکلاهما)
بیکسبی(به انگلیسی: Bixby) شهری در ایالت اکلاهما کشور ایالات متحده آمریکا است که جمعیت آن در سرشماری سال ۲۰۱۰ میلادی، ۲۰٬۸۸۴ نفر بوده‌است.